# Ягодинська сільська рада (Володарсько-Волинський район)
Ягодинська сільська рада — колишня адміністративно-територіальна одиниця та орган місцевого самоврядування у Володарсько-Волинському і Черняхівському районах Житомирської області Української РСР та України з адміністративним центром у с. Ягодинка.

## Населені пункти
Сільській раді підпорядковувалися населені пункти:
- с. Ягодинка
- с. Валки
- с. Старий Бобрик
- с. Турчинка
- с. Ягодинка Друга

## Населення
Відповідно до результатів перепису населення СРСР, кількість населення ради станом на 12 січня 1989 року становила 1 706 осіб.
Станом на 5 грудня 2001 року, відповідно до перепису населення України, кількість мешканців сільської ради становила 1 382 особи.

## Склад ради
Рада складалася з 14 депутатів та голови.

### Керівний склад сільської ради
| ПІБ                          | Основні відомості                                                 | Дата обрання | Дата звільнення |
| ---------------------------- | ----------------------------------------------------------------- | ------------ | --------------- |
| Шемет Станіслав Фелінардович | Сільський голова, 1964 року народження, освіта, безпартійний      | 26.03.2006   | 31.10.2010      |
| Шемет Станіслав Фелінардович | Сільський голова, 1964 року народження, освіта вища, безпартійний | 31.10.2010   |                 |

Примітка: таблиця складена за даними джерела

## Історія
Створена 11 серпня 1954 року, відповідно до указу Президії Верховної ради Української РСР «Про укрупнення сільських рад по Житомирській області», в складі сіл Валки, Гацьківка (згодом — Гацьківка Перша), Гацьківка (згодом — Гацьківка Друга), Камінь, Рудня-Гацьківка (Рудня-Гацьківська), Старий Бобрик, Стебниця, Хичів, Ягодинка Перша (згодом — Ягодинка) та Ягодинка Друга ліквідованих Гацьківської, Руднє-Гацьківської та Старобобрицької сільських рад Володарсько-Волинського району Житомирської області. 2 вересня 1954 року, відповідно до рішення Житомирського облвиконкому № 1087 «Про перечислення населених пунктів в межах районів Житомирської області», підпорядковано с. Кропивенка Будо-Рижанської сільської ради, села Стебниця та Хичів передані до складу відповідно Будо-Рижанської та Небізької сільських рад Володарсько-Волинського району. 5 березня 1959 року, відповідно до рішення Житомирського облвиконкому № 161 «Про ліквідацію та зміну адміністративно-територіального поділу окремих рад області», села Гацьківка Друга, Гацьківка Перша та Рудня-Гацьківська передані до складу Кропивнянської сільської ради, с. Кропивенка — до складу Будо-Рижанської сільської ради Володарсько-Волинського району. 5 березня 1960 року, відповідно до рішення Житомирського облвиконкому № 218 «Про зміни в адміністративно-територіальному поділі сільських рад Радомишльського і Володарсько-Волинського р-н», сільську раду ліквідовано, територію та населені пункти ради приєднано до складу Новоборівської селищної ради Володарсько-Волинського району. Відновлена 7 січня 1963 року, відповідно до рішення Житомирського облвиконкому № 2 «Про зміну адміністративної підпорядкованості окремих сільських рад і населених пунктів», в складі сіл Валки, Камінь, Новий Бобрик, Стара Борова, Старий Бобрик, Турчинка, Ягодинка та Ягодинка Друга Новоборівської селищної ради Черняхівського району.
На 1 січня 1972 року сільська рада входила до складу Володарсько-Волинського району Житомирської області, на обліку в раді перебували села Валки, Камінь, Новий Бобрик, Стара Борова, Старий Бобрик, Турчинка, Ягодинка та Ягодинка Друга.
14 березня 1977 року, відповідно до рішення Житомирського облвиконкому № 113 «Про зміни в адміністративно-територіальному підпорядкуванні окремих населених пунктів області», с. Камінь об'єднано із с. Ягодинка, с. Новий Бобрик об'єднано із с. Турчинка, с. Стара Борова зняте з обліку населених пунктів.
Ліквідована 17 листопада 2015 року через об'єднання до складу Новоборівської селищної територіальної громади Володарсько-Волинського району Житомирської області.
Входила до складу Володарсько-Волинського (11.08.1954 р., 8.12.1966 р.) та Черняхівського (7.01.1963 р.) районів.